# Bertramsmühler Bach
Der Bertramsmühler Bach, auch Jagenberger oder Strohner Bach genannt, ist ein rund 2,5 Kilometer langes Fließgewässer in der bergischen Großstadt Solingen. Es handelt sich um einen westlichen und orographisch rechten Nebenfluss der Wupper, der nach dem Solinger Ortsteil Bertramsmühle benannt ist. Er verläuft durch ein bewaldetes Bachtal, das durch mehrere Wanderwege erschlossen ist. 

## Geographie

### Quelle und Verlauf
Der Bertramsmühler Bach entspringt in einem Quellteich am oberen Bertramsmühler Weg westlich der Ortslage Wieden innerhalb des Stadtbezirks Solingen-Mitte. Er entwässert die Krahenhöhe, Hästen und Pfaffenberg, die die südlichsten Bereiche der Solinger Hochfläche darstellen, in Richtung der Wupper. 
Nach seiner Quelle verläuft der Bach in südliche Richtung und folgt dabei dem Straßenverlauf des Bertramsmühler Wegs. Er durchfließt die namensgebende Hofschaft Bertramsmühle und passiert die Orte Steinsiepen und Jagenberg, ehe er die Petersmühle erreicht. Von dort an folgt er dem Verlauf des Willi-Lohbach-Wegs, dem ersten geologischen Lehrpfad Deutschlands. Schließlich mündet der Bach östlich von Pfaffenberg und nördlich des Tierheims Glüder in Strohn von rechts in die Wupper.

### Zuflüsse
Aufgeführt sind alle Zuflüsse des Bertramsmühler Bachs, die in der amtlichen Gewässerkarte der Stadt Solingen mit eigenem Namen eingezeichnet sind: Längen nach dem FlussGebietsGeoinformationsSystem des Wupperverbandes
- Linker Zulauf Bertramsmühler Bach (links)
- Dornsiepener Bach (rechts), 0,7 km
- Meisenburger Bach (rechts), 0,1 km
- Mühlenfelder Bach (links), 0,5 km
- Jückener Bach (rechts), 0,2 km
- Steinsiepener Bach (links), 0,2 km
- Steinsiepen (links), 0,1 km
- Mühlenbuschbach (rechts), 0,2 km
- Felder Bach (rechts), 0,2 km
- Petersmühler Bach (links), 0,5 km
- Strohner Bach (rechts), 0,3 km

## Geschichte
Die Wasserkraft des Bertramsmühler Bach wurde in der Vergangenheit intensiv für den Antrieb von Wassermühlen (insbesondere Schleifkotten) genutzt. In dem Kartenwerk Topographia Ducatus Montani von Erich Philipp Ploennies, Blatt Amt Solingen, sind acht Schleifkotten und eine Mühle (= Bertramsmühle) an dem Bach verzeichnet. Die Schleifkotten lagen allesamt am Unterlauf des Baches zwischen Bertramsmühle und Strohn. Bekannt sind heute nur noch die Petersmühle (früher ein Schleifkotten), Kirschbaumskotten und Wittekotten (beide niedergelegt) sowie der Stammsche Hammer.
Die Nutzung der Wasserkraft endete am Bertramsmühler Bach mit dem Zeitalter der Dampfschleifereien um die Wende zum 20. Jahrhundert. Hinzu kam, dass die meisten der Kotten zu abgelegen lagen, was die Transportwege beschwerlich machte. Als Gebäude existieren heute noch die Petersmühle und die Bertramsmühle.
Das Bertramsmühler Bachtal wurde 2006 in seinem gesamten Verlauf als Teil des Landschaftsschutzgebietes Zentrale Höhenrücken und Bachtäler im Solinger Landschaftsplan erfasst.